# Julius Eberhard von Massow
Julius Eberhard Wilhelm Ernst von Massow (* 11. April 1750 in Neuguth, Kreis Schlochau; † 22. Juli 1816 ebenda) war ein preußischer Jurist und Politiker.

## Abstammung
Massow war Sohn eines preußischen Obersten Joachim Anton von Massow (1706–1781) und dessen Ehefrau Katharina Sophia von Tettau (1723–1798), Tochter des Kommandanten von Peitz Johann Eberhard von Tettau und dessen Ehefrau Dorothea Charlotte von Huß.

## Leben
Er wurde 1770 Referendar am Ostpreußischen Hofgericht in Königsberg und 1773 Direktor am Landvogteigericht in Konitz in Westpreußen. Nachdem er 1777 Vizepräsident der Regierung in Stettin geworden war, übernahm er 1778 das Kuratorium des Marienstifts. 1783 wurde er Direktor des pommerschen Konsistoriums, 1784 Erster Präsident der Stettiner Regierung und der pommerschen Landesjustizkollegien und 1798 Wirklicher Geheimer Staats- und Justizminister. Er leitete das Spezialdepartement für die Provinzen Süd- und Neuostpreußen und hatte die Zuständigkeit für „Geistliche Angelegenheiten“, also Kirchen und Bildung. Ab 1802/1803 war er auch Chefpräsident des Kammergerichts. Seit 1800 bereitete er eine umfassende Bildungs- und Universitätsreform der preußischen Lande vor. Er verfasste Lehrbücher über Verwaltungsrecht, die 1816 nach seinem Tod in zweiter Auflage als dreibändiges Werk erschienen.

### Familie
Er heiratete 1789 Wilhelmine Johanna Luise Spalding (1758–1828) Tochter des Kriegs- und Domänenrats Samuel Wilhelm Spalding und dessen Ehefrau Sophie Gericke.

## Werke
- Anleitung zum praktischen Dienst der Königlichen Regierungen. Berlin und Stettin 1792. 798 Seiten. (Rezension, S. 50–56). Teil 1
- Handbuch der juristischen Literatur, angehenden Königlichen Preußischen Justizbeamten gewidmet, 1794. 238 Seiten.